# Josette Abondio
Josette Desclercs Abondio o Josette Abondio (1932) es una profesora, escritora y dramaturga marfileña.

## Biografía
Josette nació en 1932 en Costa de Marfil y su primera lengua es francesa. Descubrió libros en su niñez y devino en una lectora ávida. Trabajó como profesora escolara de media y entrenadora en expresión técnica.

## Carrera literaria
En 1993,  escribió Kouassi Koko...ma mère, El cual es una novela sobre un concubino siguiendo la muerte de su patrón.
Su mayor obra fue en 1999 el libro ilustrado para niños titulado Le rêve de Kimi.
Fue la tercera presidenta de la Asociación de Escritores de Costa de Marfil (AECI) de 1998 a 2000. En 2010,  trabajó con Flore Hazoumé en la revista Scrib Spiritualité.
En 2013, abrió una librería en Abiyán.

## Vida personal
Es entusiasta en las artes marciales y es cinturón negro en karate.

## Obra
- Kouassi Koko...ma mère. Edilis. 1993. ISBN 2909238075. OCLC 33194315.

- Le rêve de Kimi. Editions Neter. 1999. ISBN 2844870236. OCLC 44010403.[3]

- Le jardin d'Adalou. Les Classiques Ivoiriens. 2012. ISBN 9791090625136. OCLC 905395574.

- La dernière ruse de compère araignée. Les Classiques Ivoiriens. 2013. ISBN 9791090625242. OCLC 957078090.

- Le royaume du cœur, 2013[2]

- Tant qu'elle aimeà: Nouvelles. Les Classiques Ivoiriens. 2015. ISBN 9782372230148. OCLC 956633971. , una colección de cuentos en franceses.